# Glendale, Mississippi
Glendale är en ort i Forrest County i delstaten Mississippi, USA.